# Euclichthys polynemus
Euclichthys polynemus är en fiskart som beskrevs av Mcculloch 1926. Euclichthys polynemus ingår i släktet Euclichthys och familjen Euclichthyidae. Inga underarter finns listade i Catalogue of Life.